# Cremador Teclu

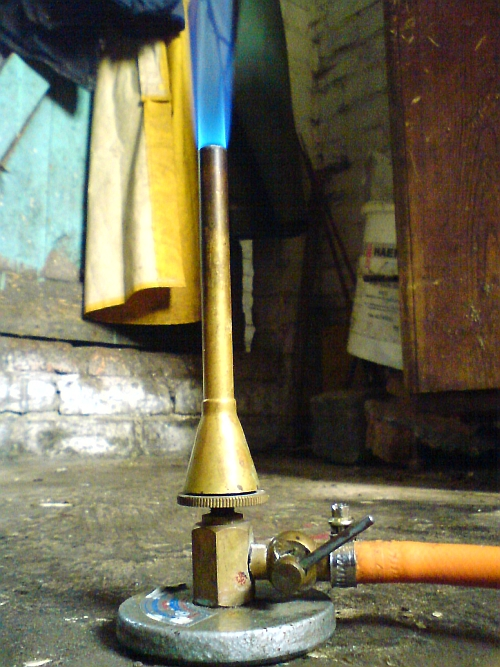
Cremador Teclu

El cremador Teclu (o bec de Teclu) és un cremador de gas de laboratori, una variant del cremador Bunsen, anomenat així pel químic romanès Nicolae Teclu. Pot produir una flama més calenta que un cremador Bunsen.